# La Prairie (Illinois)
La Prairie es una villa ubicada en el condado de Adams en el estado estadounidense de Illinois. En el Censo de 2010 tenía una población de 47 habitantes y una densidad poblacional de 77,55 personas por km².

## Geografía
La Prairie se encuentra ubicada en las coordenadas 40°8′49″N 91°0′9″O / 40.14694, -91.00250. Según la Oficina del Censo de los Estados Unidos, La Prairie tiene una superficie total de 0.61 km², de la cual 0.61 km² corresponden a tierra firme y (0%) 0 km² es agua.

## Demografía
Según el censo de 2010, había 47 personas residiendo en La Prairie. La densidad de población era de 77,55 hab./km². De los 47 habitantes, La Prairie estaba compuesto por el 100% blancos, el 0% eran afroamericanos, el 0% eran amerindios, el 0% eran asiáticos, el 0% eran isleños del Pacífico, el 0% eran de otras razas y el 0% pertenecían a dos o más razas. Del total de la población el 0% eran hispanos o latinos de cualquier raza.